# فرنچ کوارتر
فرنچ کوارتر (به انگلیسی: French Quarter) یک منطقهٔ مسکونی در ایالات متحده آمریکا است که در لوئیزیانا واقع شده‌است.